# Consolat (cité)
Pour les articles homonymes, voir Consolat.
La cité Consolat (ou cité Consolat — les Sources[réf. nécessaire]) est le nom d'une cité urbaine ou ensemble immobilier de grande étendue situé dans le quartier de la Calade, dans le 15e arrondissement de Marseille.

## Histoire
Construite dans les années 1960, elle fait partie des plus grandes cités de son secteur avec celles de la Viste et des Aygalades. Cette cité a été baptisée en hommage à Maximin Consolat, maire de Marseille de 1832 à 1843[réf. nécessaire]. Elle se compose de multiples immeubles et tours d'habitation de masse destinés, à l'origine, aux employés du port autonome de Marseille et des cheminots de la SNCF[réf. nécessaire]. 
Rectification : bien avant que la cité ne soit bâtie, il y avait un château Consolat. 
L'arrondissement dans laquelle elle est érigée a vu le jour au XIXe siècle. Des quartiers populaires émergent, dont les habitants sont la main-d'œuvre attirée par l’essor industriel de la ville autour des huileries qui fourniront la matière première des fameux savons de Marseille, des usines de transformation du sucre, de soufre, des minoteries, fabriques de pâte, etc. Avec le déclin de ces industries à partir de la fin du XXe siècle, et le manque d'inspiration des politiques tant locales que municipales qui se sont succédé[non neutre], le quartier n'a pas réussi à se réinventer en attirant de nouvelles activités lucratives, alors qu'il est placé entre deux autoroutes, proche des activités portuaires et dispose d'une vue imprenable sur toute la rade de Marseille. C'est ainsi que dans les années 1960-1970, les tentatives d'aménagement urbain, sans projet de dynamisation économique parallèle, se sont soldées par l'émergence de cités géantes aujourd'hui décriées en raison de la violence qui y règne.
Placée parmi les zones de redynamisation urbaines (ZRU), de France par le  décret no 96-1156 du 26 décembre 1996, les mesures d'aménagement de la ville de Marseille restent sans effets immédiats. Les environs de la cité Consolat, à proximité de l'entrée ouest, proche du Grand port maritime de Marseille, présentent de nombreux immeubles désormais impropres à l'habitation, une ancienne caserne de marins pompiers[réf. nécessaire], le lycée Saint-Exupéry de Marseille.
En 2015, la cité est regroupée avec Ruisseau et Mirabeau pour former un quartier prioritaire comptant 4 531 habitants pour un taux de pauvreté de 54 %. Consolat compte alors 680 logements et 2 500 habitants, tandis que près de 40 % des jeunes seraient au chômage selon les estimations.

## Transports
Une ligne SNCF à double voie électrifiée empruntée par des trains de transport de marchandises longe la cité, de même que vers l'est de la cité, une voie simple désaffectée en traverse le sous-sol grâce à un tunnel ferroviaire, et l'autoroute A55.

## Sport
La cité abritait également le siège du Groupe sportif Consolat, un club de football rebaptisé en 2018 Athlético Marseille.